# Marek Rękas
Marek Tadeusz Rękas (ur. 18 lutego 1967 w Puławach) – polski okulista wojskowy, pułkownik, profesor nauk medycznych.

## Życiorys
Studia medyczne ukończył w 1992 na Wojskowej Akademii Medycznej (WAM) w Łodzi. Stopień doktorski uzyskał na podstawie pracy dotyczącej przydatności wybranych testów psychofizycznych w ocenie funkcji nerwu wzrokowego u chorych na stwardnienie rozsiane. Do 1995 pracował w Dęblinie. Od 2002 jest zatrudniony w Wojskowym Instytucie Medycznym (WIM), jednocześnie współpracuje z prywatnym szpitalem okulistycznym. Habilitował się w 2009 na podstawie dorobku naukowego i rozprawy pt. Odległe wyniki leczenia operacyjnego jaskry ze współistniejącą zaćmą modyfikacją własną sklerektomii głębokiej. W 2014 został mu nadany tytuł naukowy profesora nauk medycznych. Jest członkiem Polskiego Towarzystwa Okulistycznego (oddział warszawski, Sekcja Okulistyki Wojskowej, Sekcja Jaskry).
Od października 2011 pełni funkcję kierownika Kliniki Okulistyki WIM. Klinika współpracuje m.in. z Stanford University oraz uczestniczy w badaniach amerykańskiej Agencji Żywności i Leków (FDA).
W 2013 szef MON Tomasz Siemoniak powołał go na stanowisko konsultanta wojskowej służby zdrowia w dziedzinie okulistyki. W listopadzie 2016 został powołany przez ministra zdrowia do pełnienia funkcji konsultanta krajowego w dziedzinie okulistyki.
Zainteresowania badawcze i kliniczne M. Rękasa dotyczą m.in. takich zagadnień jak: chirurgia zaćmy i jaskry, chirurgia przedniego odcinka oka oraz neurookulistyka.
Jest współautorem (wraz z K. Krix-Jachym) książki „Malignant Glaucoma" (pol. Jaskra złośliwa, wyd. 2013, ISBN 953-51-1064-0). Swoje prace publikował w czasopismach krajowych i zagranicznych, m.in. w „Klinice Ocznej", „Investigative Ophthalmology & Visual Science", „Graefe's Archive for Clinical and Experimental Ophthalmology", „Eye" oraz w „Journal of Cataract and Refractive Surgery”. Członek rady naukowej wydawanego od 2014 kwartalnika naukowego "OphthaTherapy. Terapie w Okulistyce".
Odznaczony Złotym Krzyżem Zasługi (2019) oraz Medalem „Pro Bono Poloniae” (2019). Jest także laureatem nagrody Buzdygan za rok 2019.